# 淮北盐区
淮北盐区、淮北盐特区是第二次国共内战期间，中共政权依淮北盐场在苏北沿海地带设置的特殊县级行政区，沿用至中华人民共和国建立初期。

## 历史
1946年11月始置，中共华中分局组织部长曾山、苏皖边区政府副主席方毅派杜李前往陈家港组建淮北盐特委、淮北盐特区。1945年11月下旬，中共淮北盐特委在陈家港正式成立，成员为杜李、刘云、许战夫、田浮静、孙笃生等5人，杜李任书记兼淮北盐警团政委，孙笃生任淮北盐务管理局局长，田浮静任组织部长，朱士俊任宣传部长，胡克扬任敌工部长，滕维刚任民运部长。后朱士俊、胡克扬、滕维刚等为特委成员。盐特委出版机关刊物《盐场杂志》、《盐场大众》报（后改为《淮北盐工报》）。其背景是1946年3月8日，蒋介石致电军调处中共代表周恩来、叶剑英，要求退还被新四军占领的两淮盐场遭拒绝。全面内战爆发后，淮北的灌西、灌东、新滩三大盐区的各旧公司老板在上海、南京等地呼吁连云港、新浦的国军收复陈家港，独占淮北盐场。中共华中分局认为原盐关系到民食军需，是华中解放区最重要的财源，决定在陈家港盐区绝不后退一步，在灌河南岸与北岸的国军对峙，为此成立淮北盐特委、淮北盐务局，灌云和滨海两县将盐场和盐场生产有关的乡镇地方政权划交淮北盐务管理局管辖，盐特委统一领导盐区的党、政、军、税收、企业、以及“灶民联合会”、码头工会等群众组织的全面工作。原有盐警队扩编为五个连的盐警团作为军事斗争的骨干。
淮北盐特区为“政企合一”的特殊机制，成立初期设5个区及10乡：
- 堆沟区，辖埒南乡、海燕乡、堆沟镇、燕尾镇。
- 陈家港区（后改为陈港市），辖东港乡、港南镇、港北镇。
- 灌东区，辖陈北乡、新滩乡、蒲港乡、海堤乡、三圩乡、八圩乡、淮河乡。
- 新滩区，辖堆东乡、堆西乡、淮东乡、新生乡、裕华乡、头罾乡。
- 潮河区（后改为船舶区），辖中山河乡、头罾乡。

辖区范围因政局变化而多有变迁，包括今连云港市和盐城市的赣榆、云台、灌云、响水、滨海、射阳等六个县区。
1947年5月25日趁国军整编第44师向盐阜区扫荡之机，海州盐警支队和淮海商巡总队共3000多人渡过灌河，攻占陈家港，淮北盐务局损失原盐18万多担。盐特委和盐务局撒出陈家港后，转移到八滩和头罾等地。1947年8月盐阜盐务局并入淮北盐务局。1947年l1月，商巡总队和盐警支队合编为盐警总团，总团长丁国清，辖11个大队约6800多人。1947年12月，淮北盐特区改称两淮盐特区。1948年3月，滨海县大队与盐警纵队合编组建盐警独立团，团长林寿顺、政委杜李兼，辖3个营1000多人。1948年4月5日，华东野战军第十二纵队在淮北盐警团和滨海县总队配合下，于4月6日晨收复陈家港。1948年7月28日，淮北盐警团的3个连去华中六分区执行任务，徐继泰属下马洪亮部以三个营渡灌河再次攻占陈家港。1948年8月31日夜，淮海独立旅（苏北军区副司令员兼淮海军分区司令员覃健任旅长）和淮北盐警团攻占陈家港。1948年10月，改回原称淮北盐特区。1948年11月7日，淮北盐特区全部解放。1949年4月，苏北行政区成立后，再改称两淮盐特区，淮南盐区为其所辖。1949年9月，两淮盐场特区撤销。
1952年，苏北行政区并入江苏省。1953年2月，淮北盐务局划归中央轻工业部为部属央企，中共江苏省委撤销淮北盐特区，盐场的地方政权职能划归新海连市（县级市），成立了新海连市盐区人民政府，中共淮北盐场特区委员会更名为中共淮北盐场委员会受新海连市委领导。新海连市盐区后划入响水县为陈家港镇。

## 纪念
陈家港镇北郊灌河岸边的“淮北盐场人民烈士纪念塔”和“淮北盐场人民烈士陵园”，1951年7月筹建，11月7日淮北盐场解放三周年纪念日竣工。1988年被响水县和盐城市人民政府列为文物保护单位，被盐城市人民政府和江苏省盐业公司命名为爱国主义教育基地。
淮北盐场革命烈士纪念馆：2003年10月至2004年3月底对陵园进行修缮整理时扩建。江苏省委书记韩培信题写馆名。